# おまえ達との道
おまえ達との道（おまえたちとのみち）はFUNKY MONKEY BABYSが行った長期不定期ワンマンライブの名称である。
全10カ所14公演行われ、約245000人を動員した。

## 公演
おまえ達との道〜野音への道〜in日比谷野外大音楽堂（2008年5月4日）3000人
ファンモンにとって初の野外ワンマンとなった日比谷野外大音楽堂にはゴールデンウィークのど真ん中にして3000人が集まった。

おまえ達との道〜次はお城で〜in大阪城野外音楽堂（2008年9月28日）2600人
DJケミカルのコスプレが始まったライブ。「狂夜」というビジュアル系バンドのボーカルのコスプレした。ファンモンの表記も「ファンモン」とカタカナで書いてあり、とても珍しくなった。

おまえ達との道in名古屋センチュリーホール（2009年1月12日）3000人
ファンモン2009年初のワンマンとなった。メドレーを披露したがBABYSには曲が早く終わる気がしたと不評だった。ケミカルのコスプレは名古屋城から侍ときて「右狂」という侍になった。

おまえ達との道'09 in日本武道館（2009年6月18日19日）16000人
ファンモン初の2DAYS。平日の2日間で本人達もすごく心配があったが両日超満員となった。ファンキー加藤は学生時代から「ロックの聖地」と言われる武道館のBOOYのライブを見ていて、一つの目標でもあった場所だった。

おまえ達との道in福岡国際センター（2009年12月26日）5500人
初の本州を飛び出したおまえ達との道であり、2009年初の紅白歌合戦前最後のライブとなった。ファンモンのロゴも和の感じであり、オープニングはケミカルは博多名物の山笠を被っていた。

おまえ達との道in大阪城ホール（2010年2月21日）11000人
1日の単独公演で1万人越えのライブは初めてだった。ケミカルのコンセプトは城だけにバカ殿であり、バカ殿のコスプレをしてライブをしていた。

おまえ達との道in仙台セキスイハイムスーパーアリーナ（2010年5月3日）9000人
ライブのイメージカラーは緑。BABYS発祥の地である東北でのワンマンで、とても気合の入ったライブとなった。ケミカルはモーツァルトのコスプレをしていた。

おまえ達との道in横浜スタジアム（2012年9月8日9日）60000人
ファンモン初の球場ライブの2DAYS。6万人という初めての規模でも長いステージを最後まで駆け抜け歌い上げた。初のサブステージも組まれた。ファンモンのデビュー前に横浜のイベントに出ていたことなどの体験談も語られた。初の前夜祭も開催され、ファンモンカラーなどのファンモンコラボ商品も多数出ていた。

おまえ達との道in京セラドーム大阪（2012年9月29日）35000人
ファンモン単独動員数の3万人を超える3万5千人という、東京ドームに次ぐファンモン史上2番目の動員となるライブ。ライブのイメージカラーはピンク。横浜スタジアムの様にサブステージが組まれ、セグウェイに乗り移動した。

おまえ達との道FINAL in東京ドーム（2013年6月1日2日）100000人
ファンモン最大規模にしてラストライブとなった。二日間で10万人を動員し、有終の美を飾った。ライブは4時間を超え、サブステージも組まれた。モン吉の1日目の鼻血事件はYahooのトップニュースを飾った。2日目はなんのアクシデントもなく最後まで歌を全国のBABYSに届けた。